# Émeraude alice
Chlorostilbon alice
Espèce
Statut CITES
L'Émeraude alice (Chlorostilbon alice) est une espèce de colibris de la sous-famille des Trochilinae et de la tribu des Trochilini.

## Distribution
L'Émeraude alice est présent dans le nord du Venezuela.

Carte de répartition de l'espèce

## Taxonomie
Cette espèce a été, et est parfois encore considérée, comme une sous-espèce de l'Émeraude à queue courte (Chlorostilbon poortmani).

## Sources
- (en) « Neotropical Birds Online », Cornell Lab of Ornithology, 28 juin 2011